# مارك بن
مارك بن هو سياسي أمريكي، ولد في 15 يناير 1954 في نيويورك في الولايات المتحدة. نشط حزبياً في الحزب الديمقراطي.